# Congrés Internacional de Matemàtics de 1912
El Congrés Internacional de Matemàtics de 1912 va ser el cinquè Congrés Internacional de Matemàtics celebrat del 22 d'agost al 28 d'agost de 1912, a Cambridge, Anglaterra.
Hi van assistir 574 socis, 134 acompanyants, 708 en total.

## Lloc
Al Congrés de Cambridge, Anglaterra, com l'anterior Congrés de Roma, l'èmfasi es va posar en les matemàtiques aplicades. Quatre de les vuit conferències plenàries se centren en aplicacions de les matemàtiques. El Reglament del Congrés s'ha publicat en anglès, francès, alemany i italià.

## Problemes de Landau
El 23 d'agost de 1912 a les 15:30, Edmund Landau va pronunciar la seva conferència Gelöste und ungelöste Probleme aus der Theorie der Primzahl Verteilung und der Riemannschen Zetafunktion.
Els Problemes de Landau són quatre problemes bàsics coneguts sobre nombres primers, que Edmund Landau va anomenar "inabordables en l'estat actual de la ciència" al Cinquè Congrés Internacional de Matemàtics el 1912.